# Henry B. Goodwin
Henry Buergel Goodwin, ursprungligen Heinrich Karl Hugo Bürgel, född den 20 februari 1878 i München, död 11 september 1931 i Saltsjöbadens församling, var en tysk-svensk fotograf.

## Biografi
Henry Buergel Goodwin är en av Sveriges mest framstående fotografer genom tiderna. Han föddes i München 1878 och var av tyskt ursprung men lade sig till med ett engelskklingande namn efter att ha flyttat till Sverige som språkvetenskapsman 1904. Han konverterade även från katolicismen till den anglikanska kyrkogemenskapen.
Utbildning i fotografi hade Goodwin fått av sin far Hugo Bürgel, som var landskapsmålare, samt av Nicola Perscheid i Leipzig. I Uppsala tilldelades Goodwin ett pris för en serie med porträtt. Som redaktör i tidskriften Svenska fotografen publicerade han mellan 1912 och 1916 många artiklar.
Goodwin hade en filosofie doktorsexamen från Leipzig då han kom till Sverige, där han fick tjänst som lektor i tyska i Uppsala. 1912 blev han lexikograf hos Norstedts Förlagsgrupp, innan han 1913 började sin bana som fotograf i Stockholm.
Han var dessutom framstående även som författare, debattör och trädgårdsspecialist. Genom att Goodwin, till skillnad från de flesta av sina fotografkollegor, hade en bred och djup humanistisk bildning, förnyade han den svenska fotografidebatten, som under 1900-talets första decennier var mycket intensiv. Goodwin är representerad vid Nationalmuseum. Under hösten 2020 hade Liljevalchs konsthall i Stockholm en retrospektiv utställning med Goodwins fotografier.

### Goodwins fototeknik
Goodwins porträttbilder togs i ateljé med porträttkamera. Sina Stockholmsbilder fotograferade han med för tiden små och enkla fickkameror. Bilderna genomgick sedan en av Goodwin framtagen behandling som han kallade ”överarbetade negativ” (en översättning från tyska ”überarbeitete Negative”). Metoden gick ut på att ett förstorat fotografi kontaktkopierades till en negativ kopia, som efter en retusch kopierades till en positiv bild. Resultatet blev de för Goodwin typiska mjuka, brunaktiga fotografierna.

### Publikationer
- Isländsk ljudlära (1909)
- Det internationella hjälpspråksproblemet (1911)
- Täppan som sommarnöje (1925)

## Goodwins bostäder i Stockholm

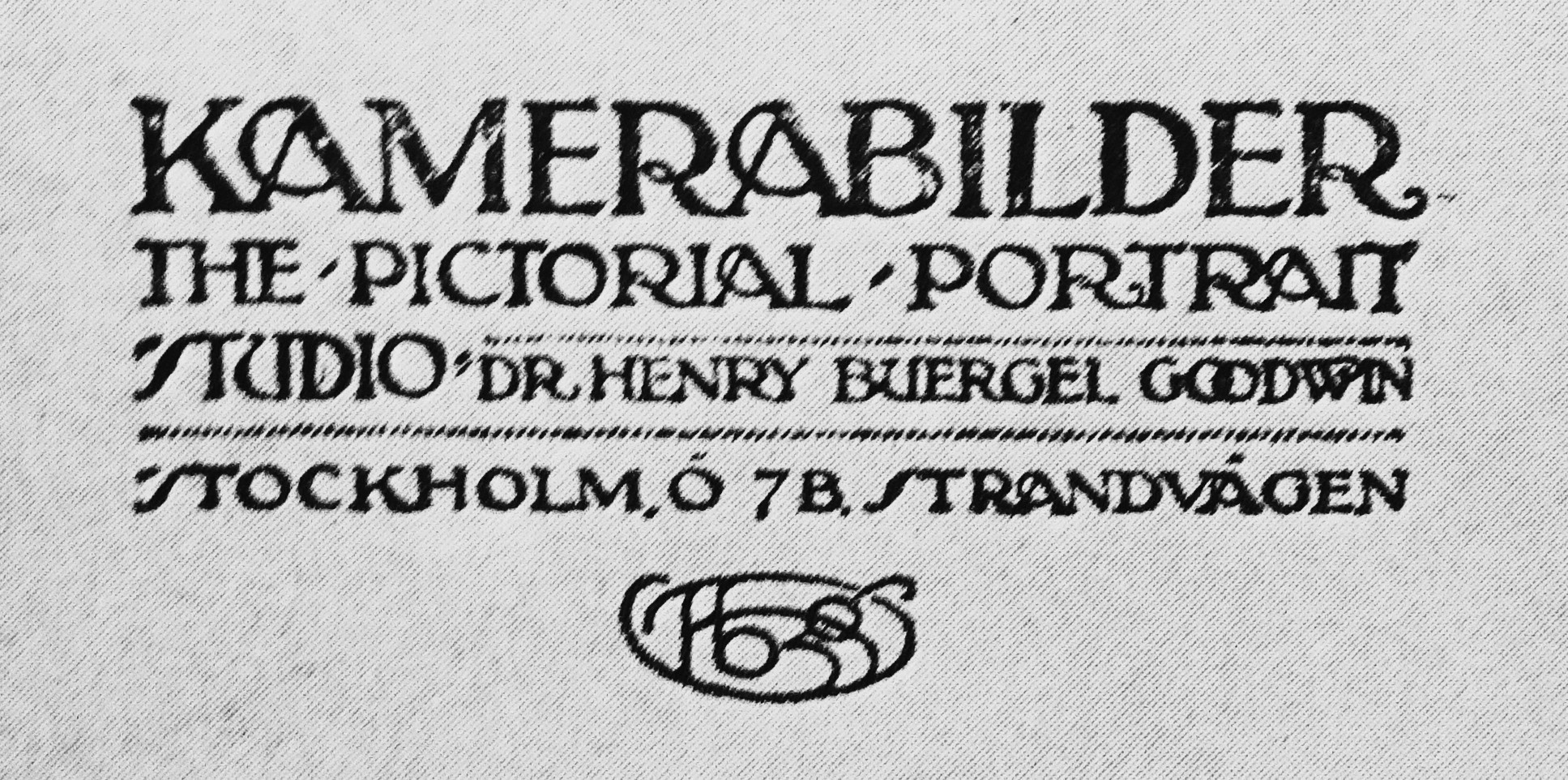
Ateljén på Strandvägen 7B.

Efter skilsmässan 1909 från sin första fru Hildegard Gassner flyttade han 1910 med sin nya hustru, lärarinnan Ida Helander, till Strandvägen 7B. 1914 öppnade han där sin första professionella ateljé, kallad ”Kamerabilder - The Pictoral Portrait Studio”. År 1917 lämnade Harry och Ida Goodwin Strandvägen och bosatte sig i fastigheten Skatan 11 Bragevägen 9–11 i Lärkstaden på Östermalm. 
Goodwin dokumenterade bland annat sin egen gata i verket Vårt vackra Stockholm, som publicerades 1920, där 25 samtida författare och konstnärer hyllar Stockholm i ord och bilder. Goodwin beskrev Bragevägen som: "Stockholms vackraste gata". Familjen Goodwin stannade på Bragevägen fram till 1925 då man flyttade ännu en gång, nu till Biblioteksgatan 12.

## Arbeten i urval

Porträtt
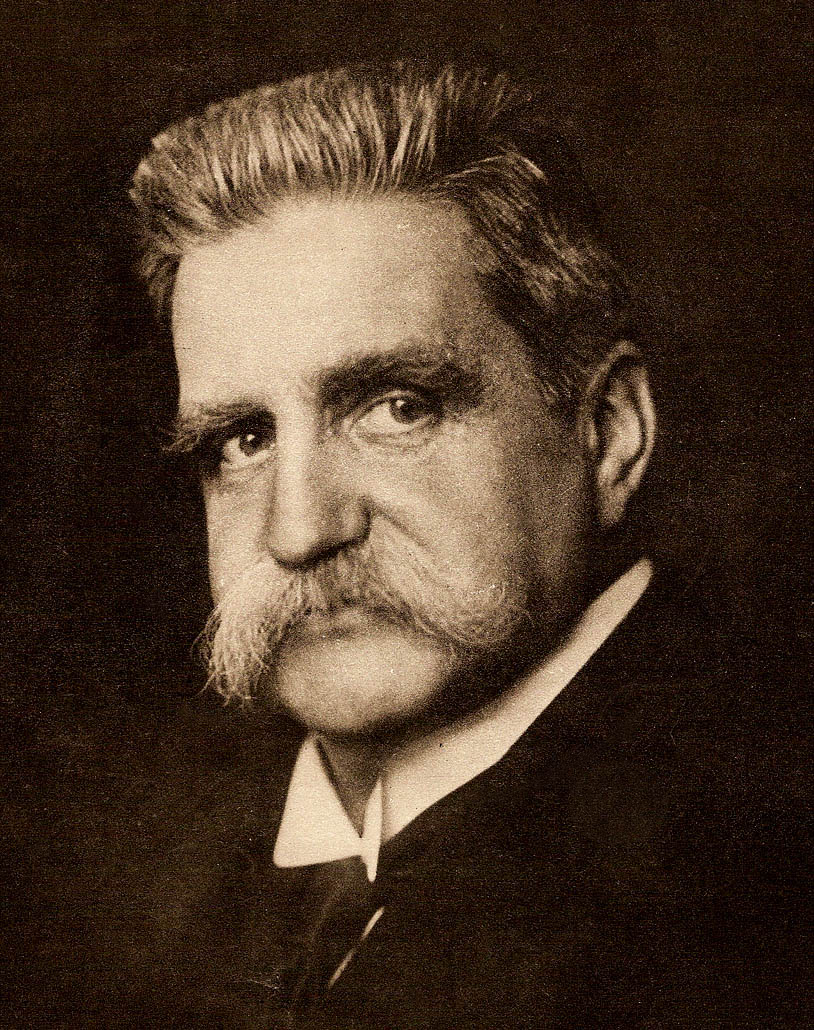
Hjalmar Branting.
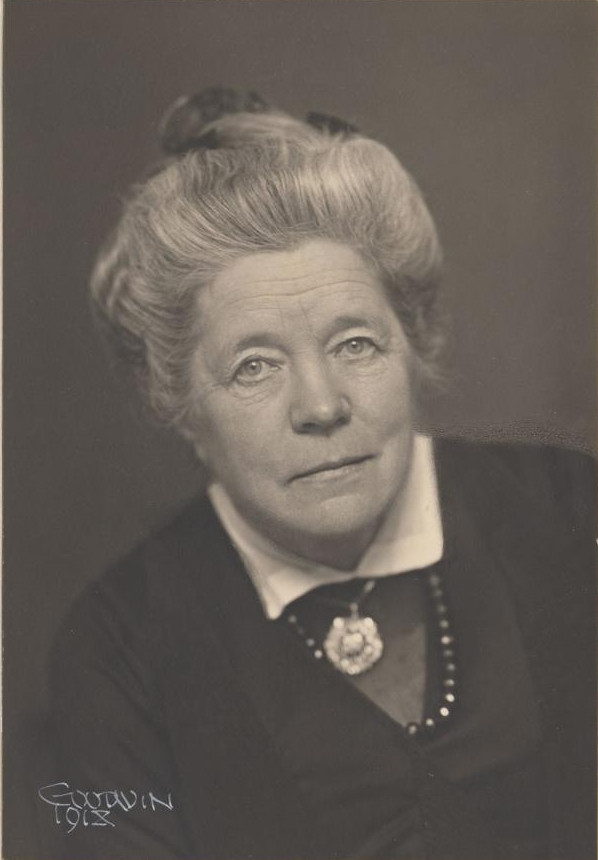
Selma Lagerlöf.
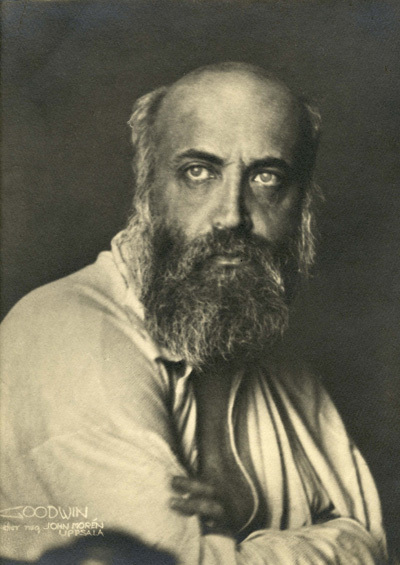
Gustaf Fröding.
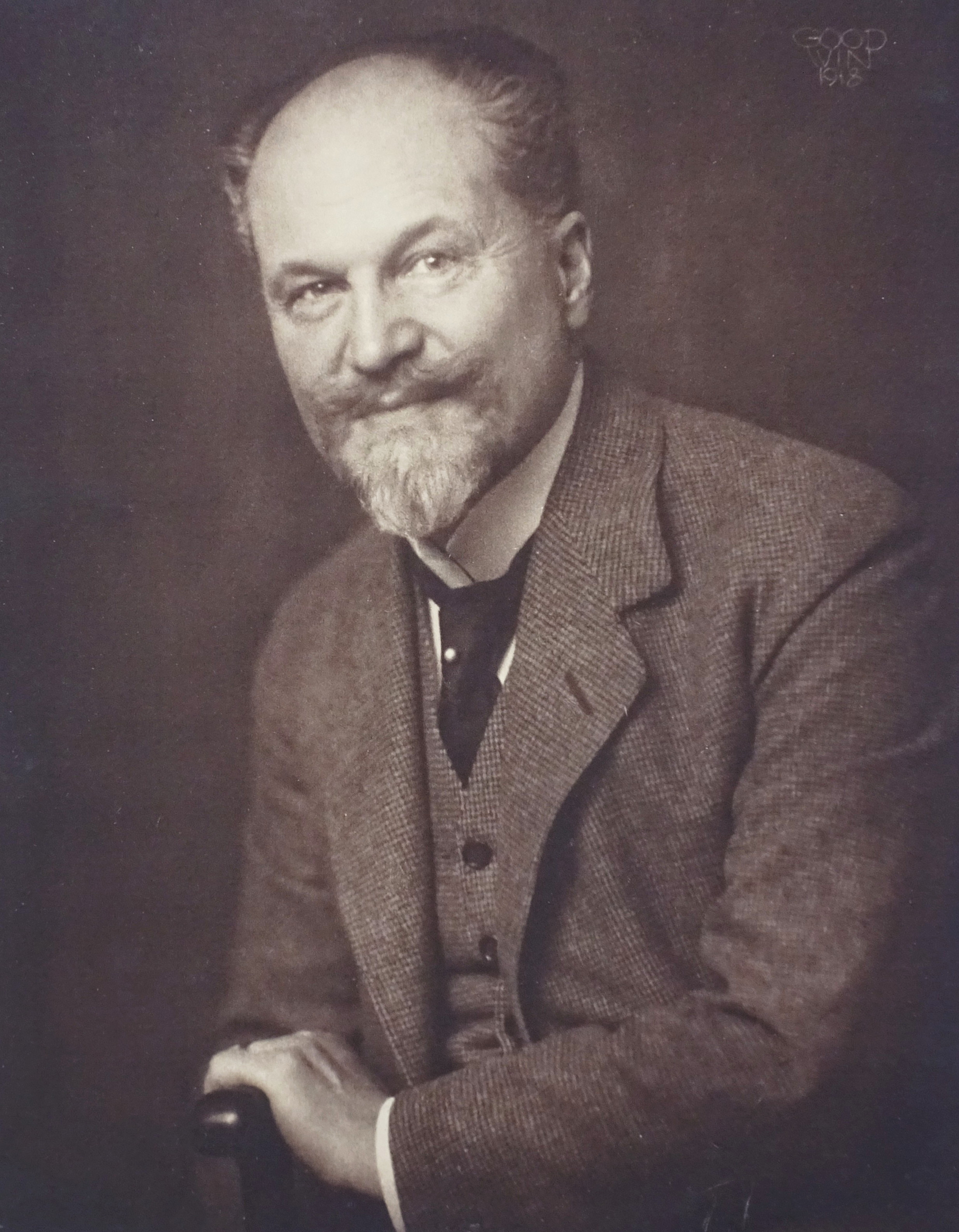
Ernest Thiel.

Stockholm
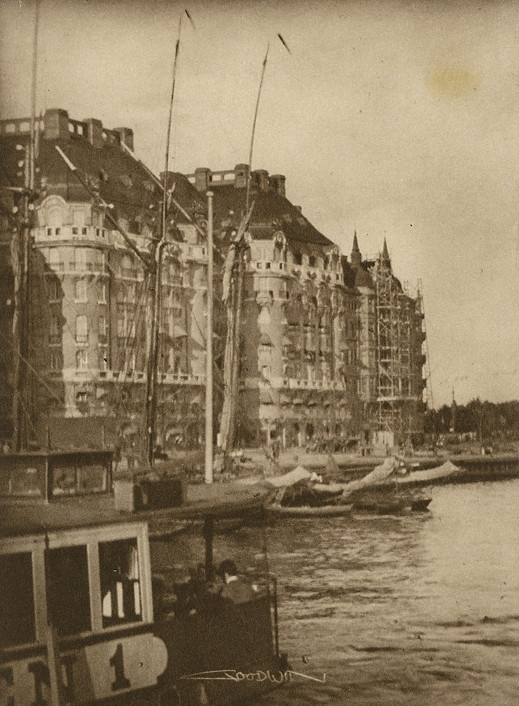
Strandvägen 7 med Nybroviken.
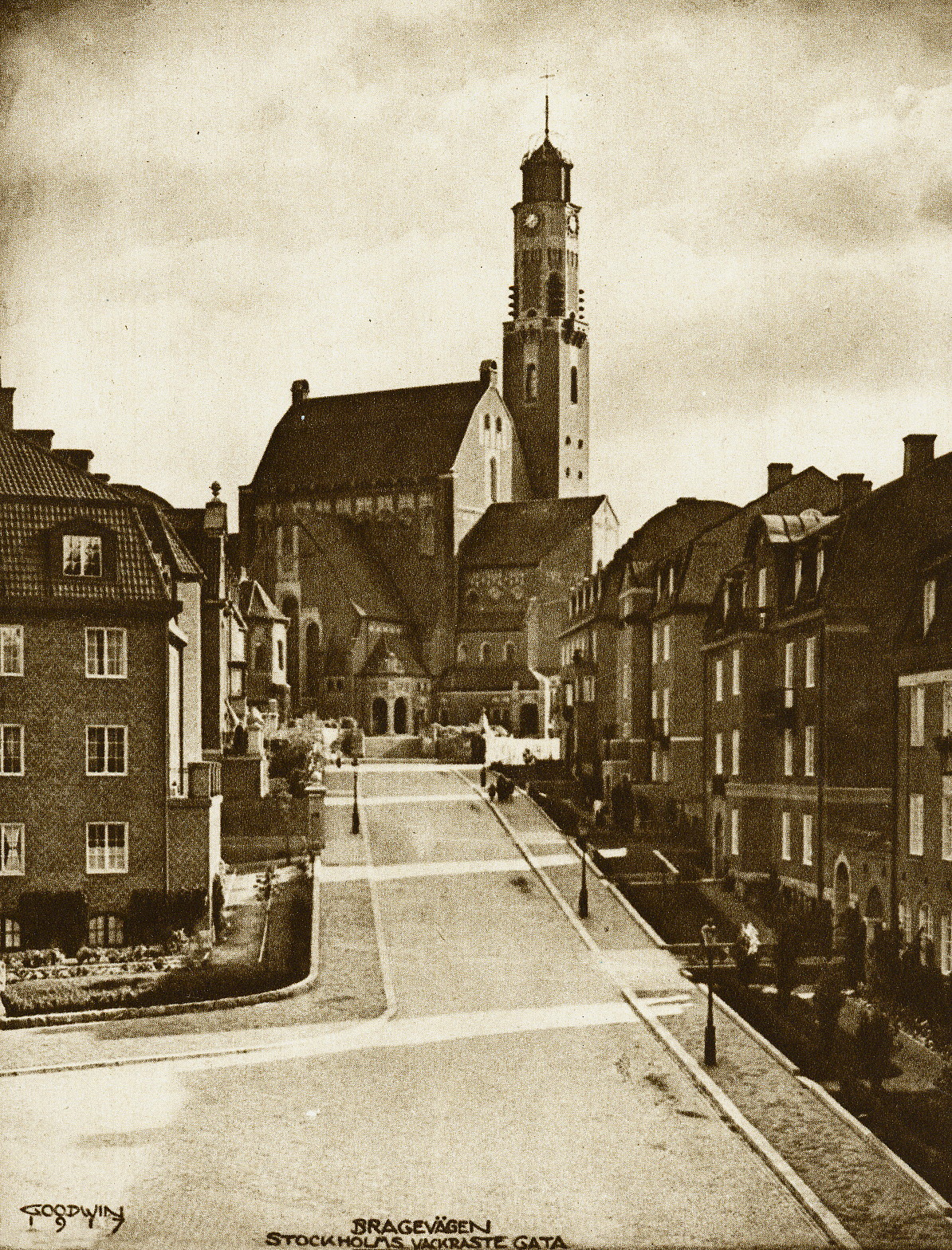
Bragevägen "Stockholms vackraste gata".
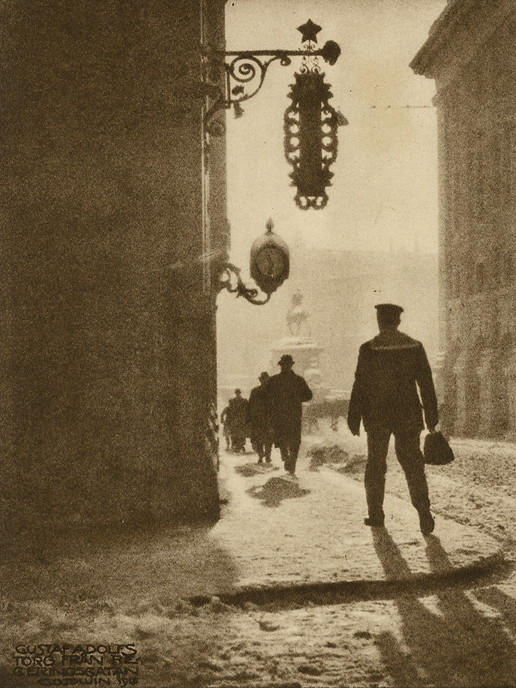
Gustav Adolfs torg från Regeringsgatan.
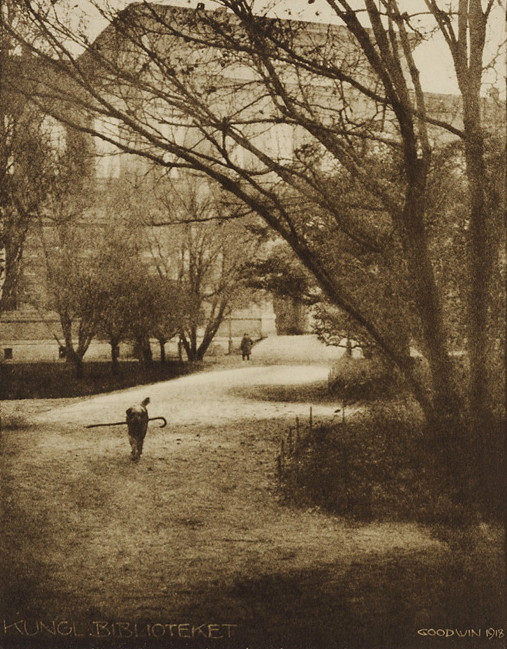
Kungliga biblioteket med Goodwins hund.